# 鉄道機器
鉄道機器株式会社（てつどうきき、英文社名 Tetsudo Kiki Kaisha, Ltd.）は、東京都に本社を置く鉄道用分岐器メーカー。製品は各種分岐器の他、ロングレール用の伸縮継目、接着絶縁レール、車止めなど。

## 事業所
- 本社
  - 東京都中央区日本橋2-3-6
- 大阪営業所
  - 大阪府大阪市北区豊崎3-20-9
- 富山工場
  - 富山県高岡市福岡町下蓑1151

## 沿革
- 1914年（大正3年）5月 - 合名会社月島電機工作所として、東京都月島で創業。
- 1938年（昭和13年） - 東京都足立区に足立工場を新設、同地に本社も移転。
- 1943年（昭和18年）4月5日 - 鉄道機器株式会社に改組。横山工業株式会社砂町工場の分岐器部門を統合。
- 1945年（昭和20年） - 砂町工場を疎開させ、富山工場を新設。
- 1981年（昭和56年） - 足立工場閉鎖。
- 1999年（平成11年）10月 - ISO9001認証（1994年版）を取得。
- 2001年（平成13年）10月 - ISO9001認証（2000年版）を取得。